# Thomas Bishop (triathlon)
Pour les articles homonymes, voir Thomas Bishop et Bishop.
Thomas Bishop, né le 9 juillet 1991 à Derby, est un triathlète professionnel anglais, champion britannique de triathlon 2011, championt d'Europe en relais mixte 2016 et vainqueur sur triathlon Ironman 70.3.

## Biographie

### Jeunesse
Thomas Bishop est né à Derby, d'une mère  championne de cycliste régional. Pratiquant plusieurs ports avec son frère jumeau, le football, le cricket le tir à l'arc le karaté avant de se lancer dans le cross-country. Il commence le triathlon à l'âge de douze ans.
Thomas Bishop est vice-champion du monde de triathlon juniors en 2010 derrière l'Espagnol Fernando Alarza et devant l'Américain Kevin McDowell. L'année suivante, il est troisième des championnats du monde espoirs. Performance  qu'il renouvelle en 2012 aux championnats d'Europe et aux championnats du monde. Il remporte deux médailles de bronze aux championnats d'Europe de duathlon juniors en 2010 et en 2012. L'année suivante, il est diplômé en histoire à l'Université de Leeds.

### Carrière en triathlon
Thomas Bishop termine cinquième des championnats d'Europe de triathlon en 2015. Il est second de l'épreuve de série mondiale de triathlon à Abou Dabi en 2017 et finit septième des championnats du monde la même année.
Avec l'équipe de Grande-Bretagne, il remporte le championnat d'Europe de relais mixte en 2016 avec Lucy Hall, India Lee et Grant Sheldon.
En 2021, il commence le triathlon longue distance ou il remporte deux victoires en série Challenge 2023, aux Pays-de-Galles et à Puerto Varas au Chili. Sa montée sur la seconde marche du podium lors Challenge Roth derrière le Danois Magnus Ditlev en 2024, reste un de ses meilleurs résultats à cette date.

## Palmarès
Le tableau présente les résultats les plus significatifs (podium) obtenus sur le circuit international de triathlon depuis 2010,.
| Année | Compétition                       | Pays                | Position           | Temps           |
| ----- | --------------------------------- | ------------------- | ------------------ | --------------- |
| 2025  | Ironman 70.3 Westfriesland        | Pays-Bas            | Médaille de bronze | 3 h 45 min 55 s |
| 2024  | Challenge Roth                    | Allemagne           | Médaille d'argent  | 7 h 37 min 54 s |
| 2024  | Ironman 70.3 Geelong              | Australie           | Médaille d'argent  | 3 h 41 min 39 s |
| 2024  | Ironman 70.3 Philippines          | Philippines         | Médaille de bronze | 4 h 11 min 1 s  |
| 2023  | Challenge Pays-de-Galles          | Royaume-Uni         | Médaille d'or      | 3 h 56 min 28 s |
| 2023  | Challenge Puerto Varas            | Chili               | Médaille d'or      | 3 h 45 min 2 s  |
| 2023  | Clash Miami                       | États-Unis          | Médaille d'argent  | 2 h 36 min 7 s  |
| 2023  | Challenge Walchsee                | Autriche            | Médaille d'argent  | 3 h 43 min 0 s  |
| 2022  | Coupe d'Europe - étape de Holten  | Pays-Bas            | Médaille de bronze | 53 min 38 s     |
| 2022  | Challenge Majorque                | Espagne             | Médaille d'argent  | 3 h 53 min 23 s |
| 2022  | Ironman 70.3 Swansea              | Royaume-Uni         | Médaille de bronze | 4 h 1 min 17 s  |
| 2017  | WTS Abou Dabi                     | Émirats arabes unis | Médaille d'argent  | 1 h 52 min 45 s |
| 2016  | Championnat britannique           | Royaume-Uni         | Médaille de bronze | 55 min 23 s     |
| 2012  | Coupe d'Europe - étape de Holten  | Pays-Bas            | Médaille d'argent  | 1 h 46 min 44 s |
| 2012  | Coupe d'Europe - étape de Crémone | Italie              | Médaille d'or      | 54 min 57 s     |
| 2011  | Championnat britannique           | Royaume-Uni         | Médaille d'or      | Timing          |
| 2010  | Championnat britannique           | Royaume-Uni         | Médaille de bronze | Timing          |

| Année | Compétition                         | Pays        | Position           | Temps           |
| ----- | ----------------------------------- | ----------- | ------------------ | --------------- |
| 2022  | WTS Leeds                           | Royaume-Uni | Médaille d'argent  | 1 h 28 min 14 s |
| 2018  | WTS Nottingham                      | Royaume-Uni | Médaille d'argent  | 1 h 21 min 45 s |
| 2016  | Championnat d'Europe - relais mixte | Portugal    | Médaille d'or      | 1 h 7 min 3 s   |
| 2015  | Championnat d'Europe - relais mixte | Suisse      | Médaille de bronze | 1 h 25 min 31 s |